# Stana Tomašević

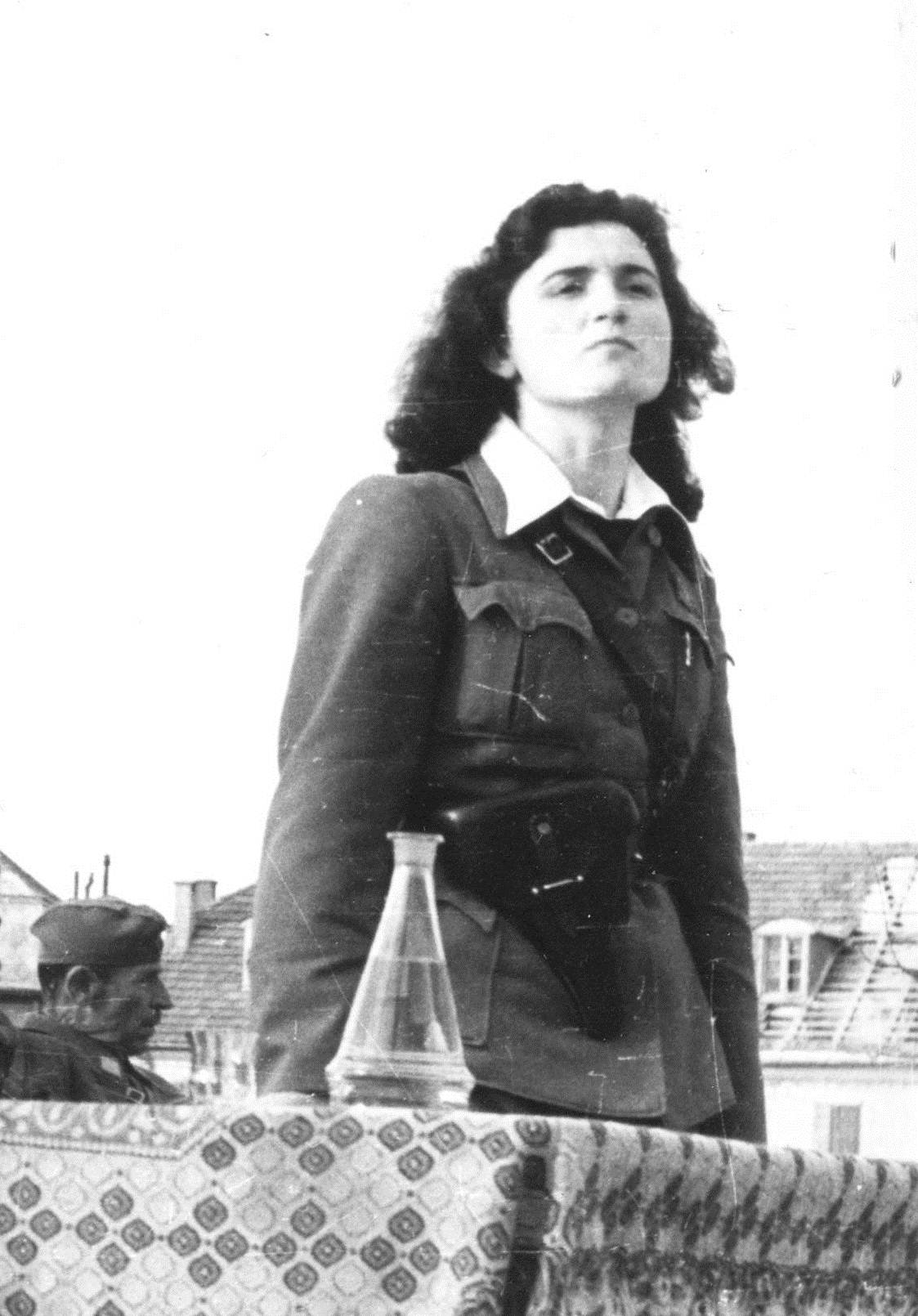
Stana Tomašević (1944)

Stana Tomašević-Arnesen (serbokroatisch-kyrillisch Стана Томашевић-Арнесен; * 28. April 1921 in Bar; † 29. Juli 1983 in Belgrad) war eine jugoslawische Partisanin, Politikerin und Diplomatin. Sie war die erste politische Kommissarin im Zweiten Weltkrieg und 1963 die erste Botschafterin Jugoslawiens.

## Leben
Tomašević wurde 1921 in Bar geboren. Sie besuchte die Lehrerseminare in Kragujevac, Cetinje und Sarajevo. Als Grundschullehrerin unterrichtete sie seit August 1940 im Dorf Vrulja in der Opština Pljevlja. Bei der Besetzung Montenegros durch Italien kam sie im April 1941 in Gefangenschaft. Nach der Freilassung schloss sie sich mit ihrem Bruder Dušan („Duško“) den Partisanen an. Im Juli 1941 trat sie in die Kommunistische Partei Jugoslawiens (KPJ, Komunistička partija Jugoslavije) ein.
Tomašević kämpfte im NOP-Bataillon „Jovan Tomašević“ und später in der Vierten proletarischen montenegrinischen Brigade (Četvrta proletreska crnogorska narodno-oslobodilačka udarna brigada) der Volksbefreiungsarmee. Josip Broz Tito ernannte sie als erste Frau zur politischen Kommissarin (politički radnik). Sie nahm 1943 an der Schlacht an der Sutjeska und im Juni 1944 an den Kämpfen um Drvar (Unternehmen Rösselsprung) teil. Nachdem der Antifaschistische Rat der Nationalen Befreiung Jugoslawiens (AVNOJ, Antifašističko v(ij)eće narodnog oslobođenja Jugoslavije) im November 1942 die Gründung der zentralisierten Antifaschistischen Frauenfront Jugoslawiens (AFŽ, Antifašistički front žena Jugoslavije) beschlossen hatte, wählten im Dezember 166 Abgeordnete Tomašević mit acht weiteren Frauen in den AFŽ-Rat. Sie wurde Vorsitzende des Kommunistischen Jugendverbands SKOJ (Savez komunističke omladine Jugoslavije) und der Antifaschistischen Jugend Jugoslawiens (USAOJ, Ujedinjeni savez antifašističke omladine Jugoslavije). Bei Kriegsende war sie zweimal verwundet und hatte den Rang eines Obersts.
In Drvar leitete Tomašević 1944 den Ersten Kongress der Antifaschistischen Jugend (USAOJ). Der britische Militärfotograf John Talbot nahm bei dieser Gelegenheit ein Foto von ihr in Partisanenuniform auf, das im Vereinigten Königreich auf Flugblättern abgedruckt wurde. Diese forderten die Jugend auf, dem Beispiel Titos und seiner Partisanen zu folgen. Britische Flugzeuge warfen sie in ganz Europa ab.
Tomašević war von 1949 bis 1958 Leiterin des Bereichs Bildung der Agitprop des Zentralkomitees der Kommunistischen Partei KPJ. Daneben absolvierte sie 1954 ein Studium an der Philosophischen Fakultät der Universität Belgrad. Von 1958 bis 1963 war sie stellvertretende Staatssekretärin für den Bereich Arbeit. In dieser Zeit veröffentlichte sie einige Schriften im Bildungsbereich, die auch in Englisch oder Französisch erschienen.

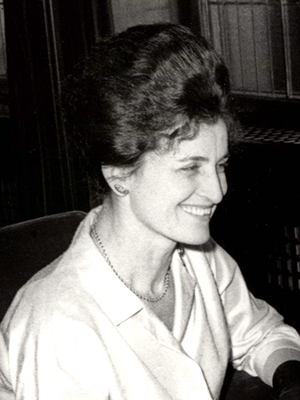
Stana Tomašević (1963)

Tito ernannte Tomašević 1963 zur Botschafterin in Norwegen, wo sie bis 1967 mit einer Nebenakkreditierung in Island tätig war. Sie heiratete in Norwegen den Schauspieler und Filmproduzenten Eugen Arnesen, der ihr nach Jugoslawien folgte. Er war dort Regisseur und Autor von vier Dokumentarfilmen. Mit Žorž Skrigin drehte er 1965 eine Dokumentation über Tito. Arnesen starb 1969. Tomašević war von 1974 bis 1978 Botschafterin in Dänemark. In der Zwischenzeit hatte sie Parteiämter in der Sozialistischen Republik Montenegro inne und war Präsidentin des außenpolitischen Ausschusses der Bundesversammlung gewesen. Bei einer Initiative der europäischen Sozialdemokratie, die Tito 1973 den Friedensnobelpreis zutragen wollte, führte sie die Gespräche für die jugoslawische Seite.
Nach ihrer Rückkehr nach Jugoslawien war Tomašević von 1979 bis 1982 Präsidentin (Sprecherin) der Bundesversammlung. Als höchste Frau des Landes trat sie in den Ruhestand.
Stana Tomašević-Arnesen starb im Sommer 1983 in Belgrad an einer Krebserkrankung. Sie wurde auf dem Neuen Friedhof der Stadt in der „Allee der Volkshelden“ beerdigt. Ihr Bruder übergab zahlreiche Gegenstände, Dokumente und Fotografien aus ihrem Nachlass an das Museum in Bar.

### Familie
Tomaševićs Bruder Dušan wurde bei Kämpfen in Bosnien von Tschetniks getötet. Ihr jüngerer Bruder Nebojša „Bato“ Tomašević (1929–2017) war ebenfalls Diplomat sowie Journalist und Verleger. Er gehörte am 6. Februar 1958 zu den Überlebenden des Flugunfalls von München.

## Auszeichnungen und Ehrungen
Tomašević wurde in Norwegen, Dänemark, Italien, den Niederlanden und Luxemburg mit hohen Auszeichnungen ausgezeichnet. Jugoslawien verlieh ihr die Medaille der Partisanen von 1941 sowie den Orden der Brüderschaft und Einheit.
Eine Straße in Podgorica-Zabjelo erhielt ihren Namen.

## Sonstiges
Der norwegische Widerstandskämpfer und Künstler Arne Taraldsen (1917–1989) hatte im Krieg eines der Flugblätter von 1944 erhalten und ein Kunstwerk von Tomašević angefertigt. Den Pinsel stellte er aus eigenen Haaren her.

## Schriften (Auswahl)
Autorin
- Škola i omladinske organizacije. Centr. Odbor Usaoj-a, Belgrad 1945.

Mitautorin
- Mit Mustafa Begtić: Formation professionnelle des cadres en Yougoslavie. Belgrad 1961.
- Mit Mustafa Begtić, Karla Kunc-Cizelj (Übersetzerin): Vocational training in Yugoslavia. Publicističko-Izdavački Zavod „Jugoslavija“, 1961. Originaltitel: Stručno obrazovanje kadrova u Jugoslaviji.

Mitherausgeberin
- Otmar Kreačić: Osmi plenum Glavnog odbora SSRN Makedonije. Dvanaesti plenum Glavnog odbora SSRN Slovenije. Sedmi plenum Centralnog komiteta Saveza kommunist Srbije. Kultura, Belgrad 1958.